# Rouba, mas faz
"Rouba, mas faz" é um bordão político brasileiro que se refere ao governante que, embora sendo corrupto (e reconhecido pela opinião pública como tal), também é visto como um bom feitor, alguém que de alguma forma contribui para com a população. A expressão foi cunhada por Paulo Junqueira Duarte em depreciação ao seu adversário político e ex-governador de São Paulo Ademar de Barros, cujos cabos eleitorais respondiam às acusações de corrupção reiterando suas obras. Com o tempo outros políticos receberam o estigma, como o ex-governador Paulo Maluf e o atual presidente Luiz Inácio Lula da Silva em relação ao seu primeiro governo.
Fora do Brasil, esta é também usada em Portugal. entre os políticos que recebem o estigma, está o presidente da Câmara Municipal de Oeiras Isaltino Morais